# 徐代德
徐代德（1932年2月3日—1999年12月13日），生於台灣日治時期新竹州中壢郡楊梅街伯公岡（現桃園市楊梅區富岡）。學生時期因參加讀書會，於臺灣白色恐怖時期被逮捕入獄，在軍法處看守所、綠島監獄、新店軍人監獄關押10年。出獄後從事日文翻譯。曾任職於王子出版社、民眾日報、貿易公司，也曾自由接案為出版社翻譯數十本日文書籍，1990年出版「背德的帝國-美帝國主義發展史話」一書。

## 幼年
徐代德出身佃農家庭。祖先為廣東陸豐客家人，渡海來台時先於桃園新屋落腳，而後四處打零工遷徙。其祖父從西螺遷至楊梅壢伯公岡，向新竹周姓地主承租農地，家族始在此處安家落戶。
小學時期受完整日本教育，就讀於富岡國小。小學畢業前夕太平洋戰爭正烈，美軍轟炸台灣本土，母親擔心安危便命其中止學業，因此沒有去考中學。而後日本投降，便在村中私塾學習漢語一年。1946年新埔褒忠義民廟於中壢捐助設立義民中學，徐代德考入後成為該校第一屆學生。

## 義民中學案
新設的義民中學首任校長朱盛淇不久後就擔任新竹縣長，由姚錦擔任代理校長。姚錦，廣東順德人，為基隆中學校長鍾浩東、蕭道應早年赴廣東抗日，參加丘念台的「東區服務隊」時結識。台灣光復後蕭道應邀請姚錦來台從事教育工作。他們後來均是中國共產黨台灣省工作委員會(簡稱：省工委) 重要幹部。
姚錦擔任義民中學代理校長時配合省工委工作，先後讓省工委幹部黎明華、張志忠、洪幼樵擔任教師，而後逐步吸收同校教師黃賢忠、丁潔塵，中壢中學教師樊志育、內壢中學教師邱興生、中壢鎮公所職員徐代錫加入省工委。並邀請徐代德、范榮枝、劉鄹昱三名學生參加讀書會，閱讀魯迅小說、大眾哲學、新民主主義論、中國共產黨黨綱等左傾書籍。
1949年范榮枝、徐代德、劉鄹昱考入省立台北師範(今台北國立教育大學)就讀。
1951年隨著光明報事件爆發，基隆中學校長鍾浩東被捕，與鍾浩東關係密切的黎明華隨後被捕，1951年7月24日義民中學案遭調查局破獲，相關教職員陸續遭到逮捕。時值師範學校暑假期間，徐代德在家中協助割稻，8月9日夜間憲兵開著吉普車到三合院偏房的大通鋪將已入睡的徐代德逮捕。而後判刑10年，1961年8月8日釋放出獄。義民中學案共有12人遭到逮捕，4人判處死刑。
2018年10月5日，促進轉型正義委員會发促轉三字第1075300110B號函文，正式撤銷受難者林慶雲君等1270人之刑事有罪判決暨其刑，其中(41)安潔字第1059號，有關本案劉鄹昱、楊環、麥錦裳、姚錦、黃賢忠、邱興生、徐代錫、范榮枝、徐代德意圖以非法之方法顛覆政府而著手實行之有罪判決暨其刑及沒收之宣告正式撤銷。

## 獄中生活
初關押在警備總司令部軍法處看守所（青島東路3號），本人曾回憶因當時是家中割稻的農忙季，背上曬傷脫皮即被關押，數十人擠在看守所的房間，疼痛難耐。判決後移監到綠島新生訓導處，最後三年在新店軍人監獄，外役時在洗衣工廠工作。
在獄中百般無聊，僅能閱讀歷史與古文等書籍，留下關於歷史與訓詁學等手稿與素描。最後三年在洗衣工廠的工作實務，於1960年11月撰寫一本《洗衣技術經驗談》，萬餘言的手書體，彙整各種洗衣技法。這本手寫小書已捐給國家人權博物館作為政治受難人獄中生活的典藏品之一。

## 出獄生活
出獄之後工作難尋，憑著外役監在洗衣工廠的經驗，在富岡小鎮開洗衣店。鄉下洗衣店的生意並不好，於是積極寫作投稿，等待機會。作品曾刊登於文星雜誌，並也因此結識後來的妻子涂貴美。
起初雙方家長不同意交往，兩人後來到台北成婚。徐代德開始白天在洗衣廠工作，負責騎三輪車收換飯店、餐廳的床單、桌巾。晚上憑藉日文基礎，承接翻譯稿件以貼補家用。翻譯的第一本書為《日本最長一日》，1967年出版。之後就不斷有人找他翻譯，譯作很多，包括《西洋美術史》、《世界風物誌》、《世界文明史》等套書與商管書籍的翻譯。
在翻譯與出版業累積成果後，獄友蔡焜霖決定創辦王子半月刊時，徐代德成為早期伙伴之一。而後王子出版社遭逢兩次水災，蔡焜霖負債累累，雜誌經營權易手，團隊散夥。徐代德進入貿易公司工作，負責出口水果、罐頭到日本百貨超市。
1980年歷經腦瘤手術後離開貿易公司，到民眾日報擔任日文編譯。翻譯日本外電新聞的工作，讓他能接觸到許多台灣媒體不敢報導的國際訊息。在政治犯難友們的聚會中，那些國際新聞在戒嚴時期是資訊自由的渴望。1982年協助提供關押超過三十年的政治犯名單給時任記者的楊渡，新聞露出後，政府迫於輿論壓力釋放所有1950年代的白色恐怖政治犯。
1990年徐代德首度以作者而非譯者出版著作《背德的帝國: 美帝國主義發展史話》。1999年底因腦瘤復發，病逝於老家楊梅富岡。